# Ỽ
Ỽ, ỽ (V del galés medio) es una letra empleada en textos del galés medio entre los siglos XIII y XIV. Representaba los sonidos de v, u y w y, antes de su inclusión en el bloque adicional latino extendido de caracteres Unicode, normalmente se representaba con la letra w en las transcripciones. El código Unicode para la letra mayúscula es U+1EFC, y para la letra minúscula es U+1EFD.
Está relacionado con la letra anglosajona wynn, Ƿ.